# 前骨髄球
前骨髄球（ぜんこつずいきゅう、英: promyelocyte）とは、造血の過程でみられる細胞のひとつ。造血幹細胞が好中球などの顆粒球へと分化・成熟する過程において、骨髄芽球と骨髄球の間の段階である。健常時には骨髄中にのみ存在するが、白血病や悪性腫瘍の骨転移などによって類似した形態の細胞が末梢血中で観察されることもある。

## 顆粒球の成熟

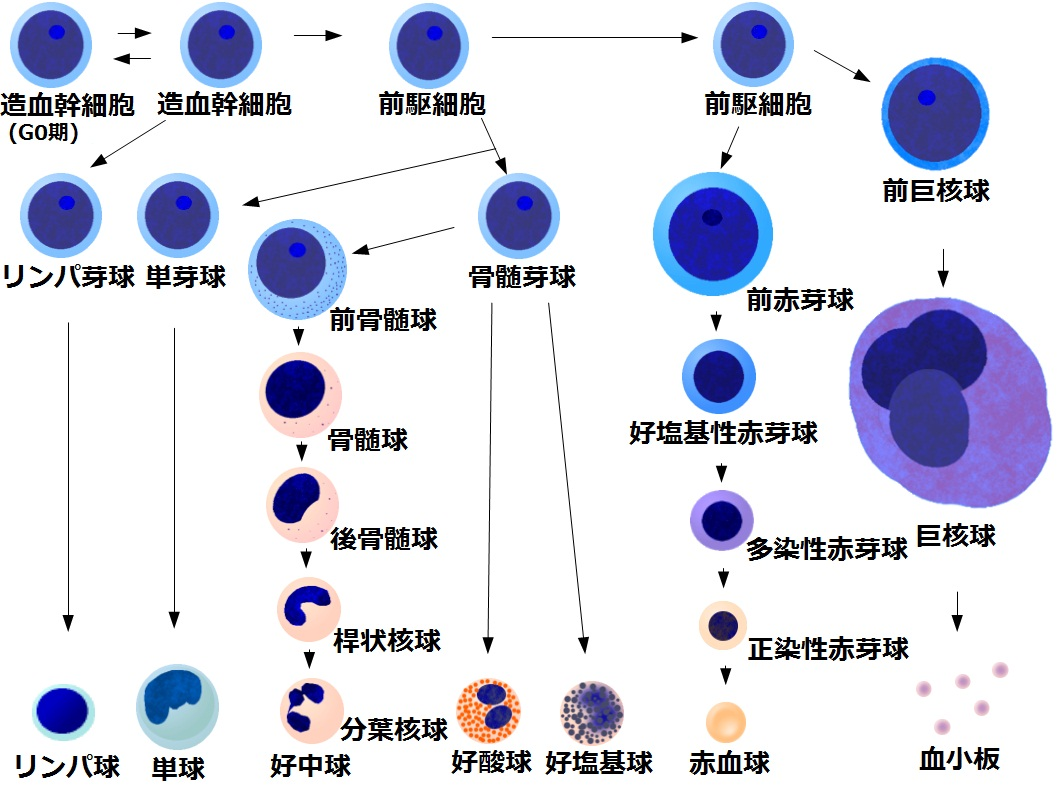
造血幹細胞とその細胞系統
図 では骨髄芽球から好酸球、好塩基球に至るまでの過程が省略されているが、これら系も好中球と相同する骨髄芽球、前骨髄球、骨髄球、後骨髄球、桿状核球、 分葉核球という一連の過程を経るとされる。ただし前骨髄球の段階では、3種の系それぞれに特異的な染色性の発現がまだ十分でないため、形態学的にこれらを 鑑別するのは容易ではない。

骨髄中の造血幹細胞から分化し始めた幼若な血液細胞は、盛んに分裂して数を増やしながら少しずつ分化を進めていく。顆粒球のうち大きな割合を占める好中球を例にとると、造血幹細胞から始まり、骨髄系幹細胞（骨髄系前駆細胞）、顆粒球・単級系前駆細胞を経て、骨髄芽球、前骨髄球、骨髄球、後骨髄球と順次変化していき、最終的に末梢血でみられるような桿状核球ないし分葉核球といった、いわゆる好中球に成熟する。一連の成熟過程は連続的なものであり、前骨髄球の場合、早期のものは骨髄芽球と、後期のものは骨髄球と中間的な形態を示すものが観察されることもある。
好酸球や好塩基球の場合も同様であり、骨髄芽球、前骨髄球、骨髄球、後骨髄球といった好中球と相同する成熟過程が観察され、必要に応じてこれら用語に「好酸性」「好塩基性」が冠されることもある。このことにより顆粒球は、以上のような共通の成熟過程をもって一元的に説明することが可能である。なお、造血幹細胞がどの顆粒球に分化するかは、前駆細胞の段階で既に決定しているということが知られている。

## 形態

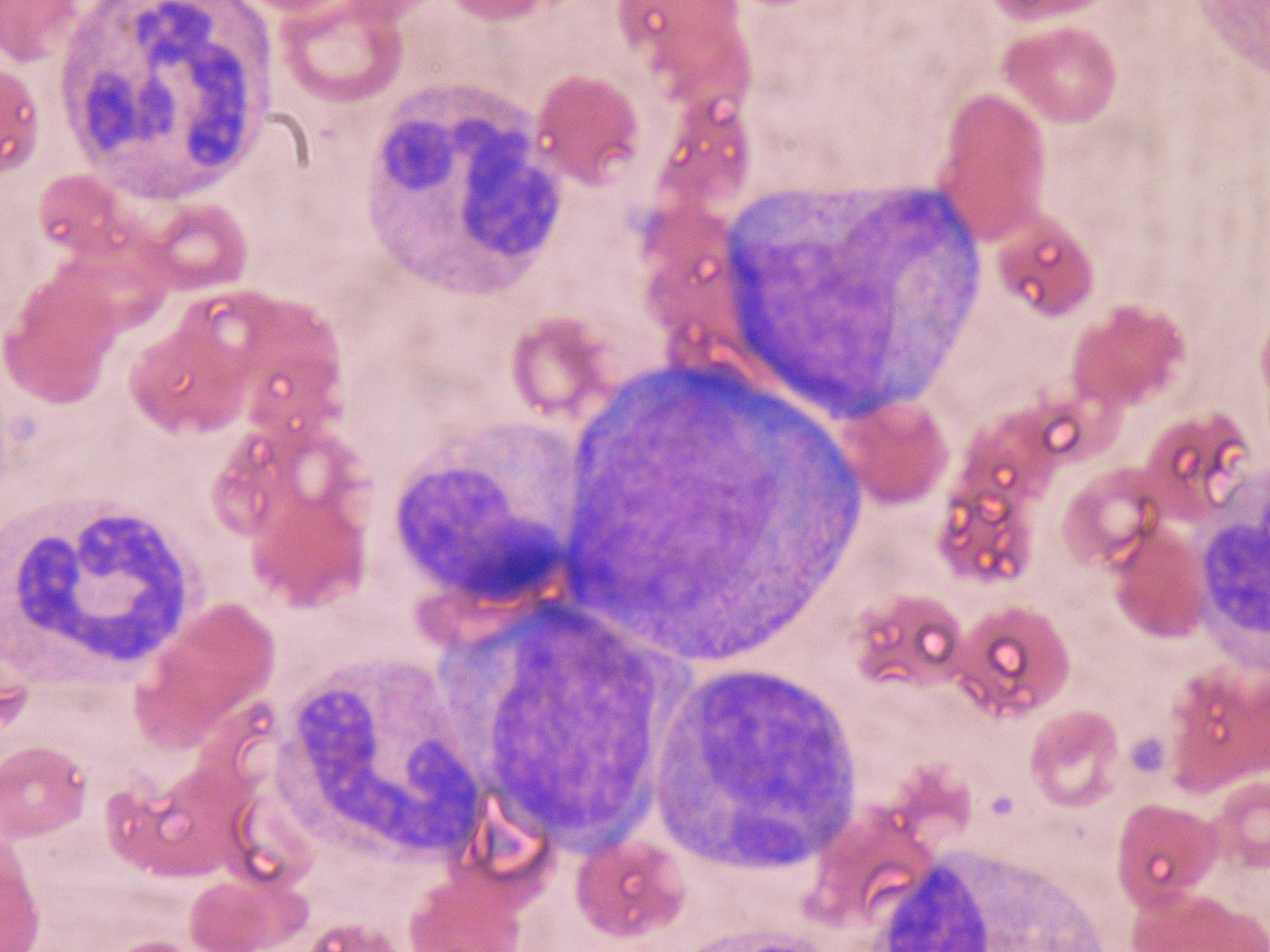
骨髄の顕微鏡写真。アルコール固定後ギムザ染色。左上に分葉核球が2つ、左下に桿状核球が2つ、中央の大きな細胞が前骨髄球、前骨髄球の周りの4つが骨髄球および後骨髄球である。

直径は15-25μmであり白血球系の分化の過程の中でもっとも大きい細胞である。核は骨髄芽球ほどではないが大きく丸く、クロマチン構造はわずかに凝縮を始め、骨髄芽球よりは粗剛になるが後の分化段階の細胞と比べれば繊細である。1-2個の核小体を含み、細胞分裂能を有し、30時間程度の細胞周期で2回ほどの細胞分裂を行う。細胞質はやや好塩基性で大きく目立つアズール顆粒を豊富に含む。
なお、前骨髄球は、好中球系、好酸球系、および好塩基球系の3種が存在する。しかし実際は、それぞれの系に特異的な染色性の発現がまだ十分ではないため、これらを形態学的に鑑別するのは容易ではない。最近では、免疫マーカーなどの手法を用いて鑑別がなされることもある。
より成熟が進むと、核が凝縮し、細胞自体も縮小して骨髄球となる。骨髄球では、アズール顆粒が減少するかわりに二次顆粒が増加するため、3種の系それぞれの染色性の差異が明らかになってくる。